# Jakob van Bruggen
Jakob van Bruggen (Odoorn, 23 september 1936) is een vooraanstaand Nieuw Testamenticus uit de orthodox-gereformeerde traditie. 

## Levensloop
Van Bruggen werd geboren als zoon van een gereformeerd predikant. Na het gymnasium ging hij studeren aan de Theologische Universiteit Kampen (Broederweg). In 1960 studeerde hij af en werd predikant in de Gereformeerde Kerken vrijgemaakt te Ruinerwold/Koekange. Vervolgens werd hij in 1964 predikant te Daarlerveen. Ondertussen werkte hij aan zijn dissertatie.
In 1967 inaugureerde hij als hoogleraar Nieuwe Testament aan de Theologische Universiteit Kampen (Broederweg) met de rede: De oorsprong van de kerk te Rome. Hij voltooide in 1973 zijn promotiestudie aan de Universiteit van Utrecht over de datering van het in Galaten 2 genoemde overleg te Jeruzalem. 
Tijdens zijn hoogleraarschap (1967-2001) was hij meerdere malen rector en publiceerde hij regelmatig op het gebied van nieuwtestamentische exegese en ethiek. In 1987 nam hij het initiatief tot een vervolg op de serie commentaren Commentaar Nieuwe Testament, dat in 2010 onder zijn redactie voltooid is. In 2001 nam hij afscheid als hoogleraar met het afscheidscollege Een tekst om te preken. Tot 2006 bleef hij aan de Theologische Universiteit verbonden als research-professor. Hij werd opgevolgd door Rob van Houwelingen.